# Natalija Dobrynska
Natalija Wolodymyriwna Dobrynska (ukrainisch Наталія Володимирівна Добринська, engl. Transkription Nataliya Dobrynska; * 29. Mai 1982 in Winnyzja) ist eine ukrainische ehemalige Siebenkämpferin und Olympiasiegerin.

## Karriere
Ihr erster großer Erfolg war die Silbermedaille im Fünfkampf bei den Hallenweltmeisterschaften 2004 in Budapest. Bei den Olympischen Spielen in Athen wurde sie Achte.
Auch in den nächsten Jahren war sie in der Halle erfolgreicher als im Freien. Einem dritten und einem fünften Platz bei den Halleneuropameisterschaften 2005 und 2007 sowie einem vierten Platz bei den Hallenweltmeisterschaften 2008 in Valencia standen ein neunter Platz bei den Weltmeisterschaften 2005 in Helsinki, ein sechster Platz bei den Europameisterschaften 2006 in Göteborg, ein achter Platz bei den Weltmeisterschaften 2007 in Osaka und ein vierter Platz bei den Weltmeisterschaften 2009 in Berlin gegenüber.
Ihren bislang größten Erfolg erzielte sie bei den Olympischen Spielen 2008 in Peking, wo sie mit ihrer persönlichen Bestleistung von 6733 Punkten die Goldmedaille vor Hyleas Fountain (USA) und Tatjana Tschernowa (RUS) gewann.
Bei den Hallenweltmeisterschaften 2010 in Doha verbesserte sie den ukrainischen Hallenrekord auf 4851 Punkte und gewann mit 86 Punkten Rückstand auf die Britin Jessica Ennis die Silbermedaille.
Bei den Europameisterschaften 2010 in Barcelona wurde sie ebenfalls Zweite.
Bei den Hallenweltmeisterschaften 2012 in Istanbul gewann sie die Goldmedaille. Dabei erzielte sie einen neuen Hallenweltrekord im Fünfkampf. Als erste Frau knackte sie mit 5013 Punkten die 5000-Punkte-Marke.
Bei einer Körpergröße von 1,82 m beträgt ihr Wettkampfgewicht 75 kg.

## Bestleistungen

### Siebenkampf
- 6778 Punkte, 31. Juli 2010, Barcelona

| Disziplin    | Ergebnis    | Punkte |
| ------------ | ----------- | ------ |
| 100 m Hürden | 13,59 s     | 1037   |
| Hochsprung   | 1,86 m      | 1054   |
| Kugelstoßen  | 15,88 m     | 920    |
| 200 m        | 24,23 s     | 959    |
| Weitsprung   | 6,56 m      | 1027   |
| Speerwurf    | 49,25 m     | 846    |
| 800 m        | 2:12,06 min | 935    |

### Fünfkampf
- 5013 Punkte, 9. März 2012, Istanbul

| Disziplin   | Ergebnis    | Punkte |
| ----------- | ----------- | ------ |
| 60 m Hürden | 8,38 s      | 1044   |
| Hochsprung  | 1,84 m      | 1029   |
| Kugelstoßen | 16,51 m     | 962    |
| Weitsprung  | 6,57 m      | 1030   |
| 800 m       | 2:11,15 min | 948    |